# Blažena Rylek Staňková
Blažena Rylek Staňková (10. února 1888 Slivenec – 1974?) byla česká hudební skladatelka.

## Život
Absolvovala pražský učitelský ústav a stala se učitelkou. Soukromě studovala zpěv v Drážďanech a skladbu u Aloise Háby. Studia dokončila jako řádná posluchačka čtvrttónového oddělení Pražské konzervatoře v roce 1946.
Věnovala se zejména moderním metodám hudební a pohybové výchovy. Studovala rytmickou gymnastiku podle metody Émile Jaques-Dalcroze a v roce 1931 byla na stáži v eurytmické škole v Durlachu. Tyto metody využívala ve školní o soukromé pedagogické praxi.
Její první skladby jsou psány převážně ve čtvrttónovém a šestinotónovém systému. Později však komponovala i v tonální soustavě, zejména skladby pro pohybová cvičení. V jejím díle převažuje vokální a komorní hudba.

## Dílo (výběr)
- Osm drobností pro 1/2 tónový klavír
- Vzpomínání duo pro housle a klavír (1945)
- Violoncello s doprovodem klavíru (1946)
- Muzika staronová pro klavír (1946)
- Nálady večerů (pozoun a klavír, 1947)
- Jaro (cyklus písní, 1951)
- Kantáta, pro smíšený sbor a symfonický orchestr (1961)
- Všední den ve svém jasu i temnu (symfonický obraz)